# Falke (Schiff, 1927)
Die Falke war eins von sechs Torpedobooten des Typs 1923 (Raubvogel-Klasse) der deutschen Reichs- und Kriegsmarine. Das 1927 in Dienst gekommene Boot wurde in der Nacht zum 15. Juni 1944 im Hafen von Le Havre durch Fliegerbomben versenkt. Bei diesem Angriff wurden auch Möwe und Jaguar versenkt sowie die schon fahrunklare Kondor noch schwerer beschädigt.

## Baugeschichte
Das Boot wurde am 7. Dezember 1925 bei der Reichsmarinewerft Wilhelmshaven auf Kiel gelegt und lief dort am 22. September 1926 vom Stapel. Die Falke und die am gleichen Tage vom Stapel gelaufene Kondor waren die beiden letzten Boote der Klasse, zu der außerdem das Typschiff Möwe sowie die Greif, die Seeadler und die Albatrosd gehörten.
Den Namen der weltweit verbreiteten Raubvogelart hatten von 1870 bis 1890 bei der Preußischen-, dann Kaiserlichen Marine ein Rad-Aviso Falke von 1230 t und dann von 1891 bis 1912 der ungeschützte 1868-t-Kreuzer Falke geführt.

## Friedensjahre
Die Falke wurde am 1. August 1927 mit Oberleutnant zur See Hans Hartmann als erstem Kommandanten in Dienst gestellt, beendete ihre Versuchsfahrten am 3. November 1927 und wurde der 4. Torpedobootshalbflottille unter Korvettenkapitän Otto Schniewind zugewiesen. Das Boot unternahm die üblichen Ausbildungsfahrten, Manöver und Auslandsreisen (Juli 1928 Skandinavien, Juni 1931 Lettland, Juni 1932 Schweden, 1933 Norwegen, 1934 Dänemark). Vom Herbst 1928 bis Februar 1929 war es in Nachfolge des Schwesterboots Albatros Führerboot der 4. Torpedobootshalbflottille, diente dann drei Monate mit der 3. Torpedobootshalbflottille, und kehrte nach kurzem Werftaufenthalt zur 4. Torpedobootshalbflottille zurück, die am 1. Oktober 1935 in 4. Torpedobootsflottille umbenannt wurde.
Ab 20. August 1936 war das Boot zwei Monate lang in Spanien eingesetzt, wo es während des gerade ausgebrochenen Spanischen Bürgerkriegs zuerst an der Überwachung der nordspanischen Küstengewässer und Unterstützung der vor dem Krieg fliehenden deutschen Staatsbürger und anderen Ausländern eingesetzt wurde. Der Ausmarsch des Bootes erfolgte zusammen mit dem Kreuzer Nürnberg, dem Flaggschiff des B.d.A. Konteradmiral Boehm und dem Panzerschiff Admiral Graf Spee sowie der Greif. Die beiden anderen Boote der Flottille waren schon früher nach Spanien verlegt worden. Boehm löste am 25. August Konteradmiral Carls als Befehlshaber der (deutschen) Seestreitkräfte vor Spanien ab.
Auch von Juni bis August 1937 und ein weiteres Mal von Oktober 1937 bis März 1938 war die Falke wieder in Spanien zusammen mit den anderen Booten der 4. T-Flottille. In dem den Deutschen zugewiesenen Sektor an der südostspanischen Mittelmeerküsten wurde der Seeverkehr überwacht. Eine aktive Unterstützung der Putschisten war den deutschen Seestreitkräften in diesem Bereich nur beschränkt möglich.
Nach einer Grundüberholung in Wilhelmshaven von Juni 1938 bis März 1939 wurde das Boot am 4. April 1939 der 5. Torpedobootsflottille zugeteilt.

## Zweiter Weltkrieg
In den Kriegsjahren 1939 und 1940 nahm die Falke in der 5. Torpedobootsflottille an zahlreichen Minenlege-, Sicherungs- und Geleitunternehmen in der Nordsee teil. Beim deutschen Überfall auf Norwegen gehörte die Falke nicht zu den Angriffseinheiten, geleitete aber am 14. April 1940 mit Jaguar, T 5 und dem Artillerieschulschiff Brummer den zweiten Mannschaftstransport von Frederikshavn nach Oslo. Es folgten weitere Geleitaufgaben zwischen Deutschland, Dänemark und Norwegen. So gehörte die mit der Jaguar ein Pärchen bildende Falke im Juni zur Sicherung der mit den Schlachtschiffe Scharnhorst und Gneisenau und der Admiral Hipper zum Unternehmen Juno auslaufenden deutschen Flotte von Kiel durch das Skagerrak bis Südnorwegen. Beide Boote sicherten die zum Handelskrieg auslaufenden Hilfskreuzer Thor und dann Pinguin sowie die Verlegung des Kreuzers Nürnberg von Kiel nach Trondheim. Der letzte große Einsatz der beiden Boote im Juni 1940 erfolgte vom 21. bis 23. bei der Rückführung der durch einen Torpedotreffer beschädigten Scharnhorst aus Trondheim nach Kiel. Es folgten vor allem Minenunternehmungen in der Nordsee und im Kanal. Bei den Durchbruchsversuchen der Schlachtschiffe Scharnhorst und Gneisenau in den Nordatlantik Ende Dezember 1940 (abgebrochen) und am 22. Januar 1941 (erfolgreich, →Unternehmen Berlin) gehörte die Falke zu deren Sicherung in der Anfangsphase.
Von Februar bis Mai 1941 wurde das Boot in Rotterdam generalüberholt und dann wieder vor Norwegen und Dänemark im Sicherungsdienst eingesetzt. Am 25. August 1941 entließ das Marinegruppenkommando Nord die Flottille aus dem aktiven Dienst und die Boote wurden verschiedenen Einheiten für Schulungsaufgaben zugewiesen. So diente die Falke in der zweiten Jahreshälfte 1941 zeitweise als Torpedofangboot für die 24. Unterseebootsflottille im Trondheimfjord, als Schulboot für die Torpedoschule der Kriegsmarine und wiederum als Torpedofangboot für die 24. U-Flottille in der Ostsee.
Um beim Unternehmen Cerberus (11.–13. Februar 1942), dem „Kanaldurchbruch“ der Schlachtschiffe Scharnhorst und Gneisenau und des Schweren Kreuzers Prinz Eugen, als Begleitschutz für die drei Großkampfschiffe zu dienen, wurde die Falke mit der gesamten 5. Torpedobootsflottille Anfang 1942 an den Ärmelkanal verlegt; sie nahm an dem Unternehmen wie geplant ab Cap Gris-Nez teil. Am 13./14. März fuhren die Falke und vier weitere Torpedoboote von Vlissingen aus Geleit für den Hilfskreuzer Michel bei dessen Durchbruch nach Westfrankreich. Danach blieb die Flottille an der französischen Westküste in Brest. Nach dem britischen Kommando-Angriff auf Saint-Nazaire am 28. März (=> Operation Chariot) versenkte die Falke ein britisches Motortorpedoboot. Am 12./13. Mai 1942 geleiteten die Torpedoboote Iltis, Kondor, Falke und Seeadler und 16 Minenräumboote den Hilfskreuzer Stier von Rotterdam durch den Ärmelkanal in die Biskaya; dabei wurden am frühen Morgen des 13. Mai kurz nach 4 Uhr innerhalb von fünf Minuten durch angreifende britische Schnellboote die Iltis (115 Tote) und die Seeadler (85 Tote) nahe Boulogne versenkt.
Die Falke blieb, mit kurzen Unterbrechungen, bis 1944 in Westfrankreich. Anfangs erfüllte das Boot vorrangig Sicherungs- und Geleitaufgaben. Ab Mitte 1943 wurden die Boote der 5. T-Flottille vor allem mit der Verlegung von defensiven Minensperren im Kanal gegen eine erwartete Landung der Alliierten betraut, während die Sicherungsaufgaben in der Biskaya von Zerstörern oder den größeren und erheblich stärker bewaffneten Flottentorpedobooten übernommen wurden, die neu in Dienst kamen. Die Sicherung der minenlegenden alten Boote im Kanal erfolgte meist durch Schnellboote.

### Letzte Einsätze 1944
In der Nacht vom 23. zum 24. Mai 1944 sollte die 5. T-Flottille mit Falke sowie Jaguar (Führerboot des Flottillenchefs Korvettenkapitän Heinrich Hoffmann), Kondor, Greif, Möwe und der 6. Minensuchflottille von Cherbourg nach Le Havre verlegen. Auf dem Marsch wurde der deutsche Verband von britischen Flugzeugen mehrfach angegriffen. Ein Albacore-Torpedobomber versenkte die Greif in der Seinebucht, wobei nur zwei Mann der Besatzung ums Leben kamen. Kondor erreichte trotz eines schweren Grundminentreffers Le Havre. Die sinkende Greif war noch mit der Falke kollidiert, die daraufhin auch in Le Havre in die Werft musste und erst ab 13. Juni, eine Woche nach der Alliierten Landung in der Normandie, wieder einsatzbereit war.

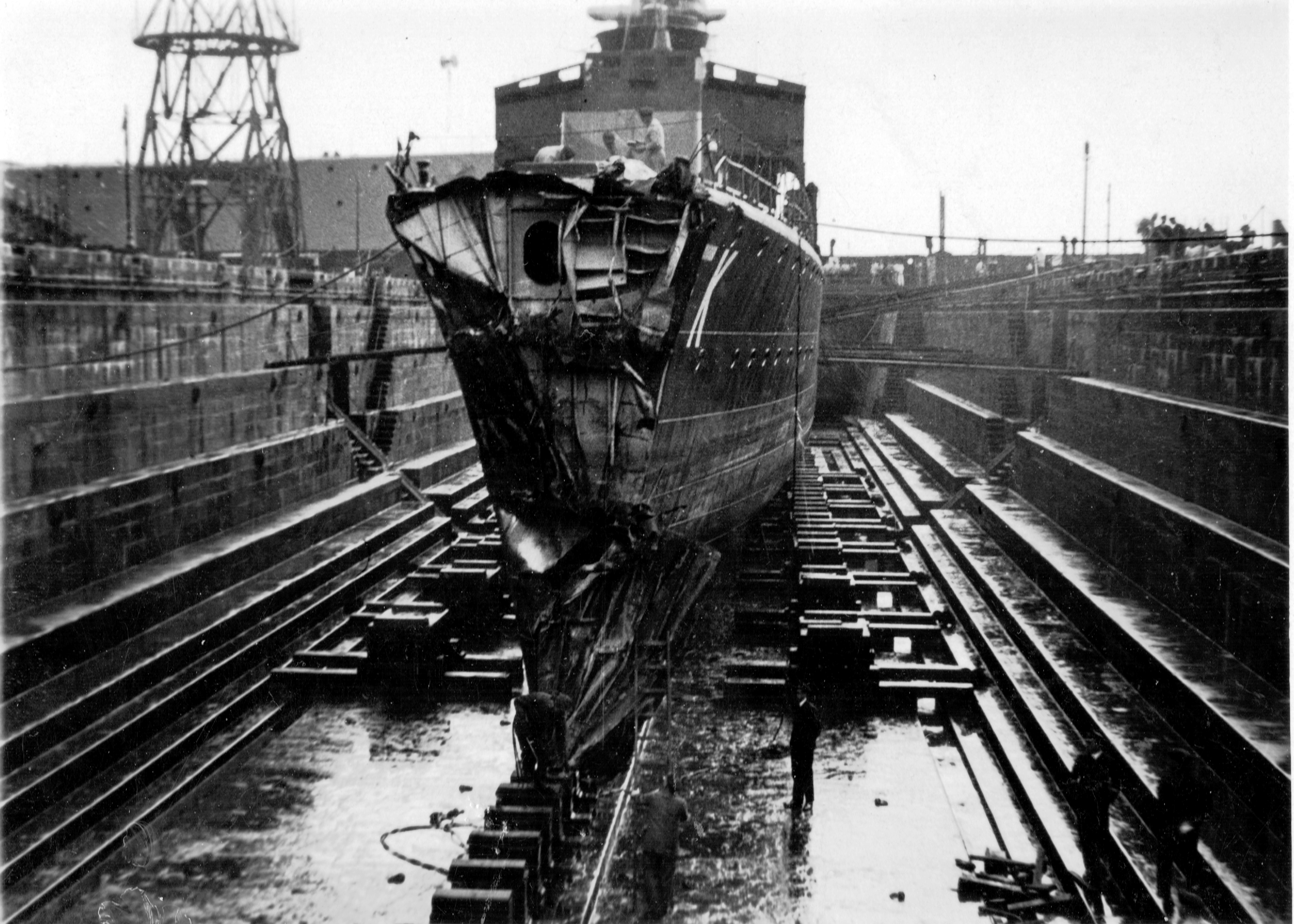
Beschädigter Bug der Falke in der Werft.

Nur zwei Tage später, in der Nacht vom 14. zum 15. Juni 1944, erhielt die Falke bei einem schweren britischen Luftangriff mit 325 Lancaster-Bombern auf die Hafenanlagen von Le Havre gegen 3 Uhr früh mindestens fünf Bombentreffer, kenterte und sank auf 49° 28′ N, 0° 9′ O. 26 Mann ihrer Besatzung, darunter der Kommandant, Kapitänleutnant Günter Krüger, verloren dabei ihr Leben. Der Angriff des Royal Air Force Bomber Command galt den im Hafen von Le Havre konzentrierten leichten deutschen Seestreitkräften. Durch Bombentreffer wurden die Möwe (12 Tote) und die Jaguar (16 Tote) versenkt. Auch die fahrunklare Kondor wurde erneut schwer beschädigt. Damit waren auch die letzten der von der Reichsmarine gebauten Torpedoboote der Raubvogel- und Raubtier-Klasse verloren.
Neben den drei Torpedobooten verlor die Kriegsmarine bei diesem Angriff fünfzehn Schnellboote und eine Vielzahl kleinerer Fahrzeuge.

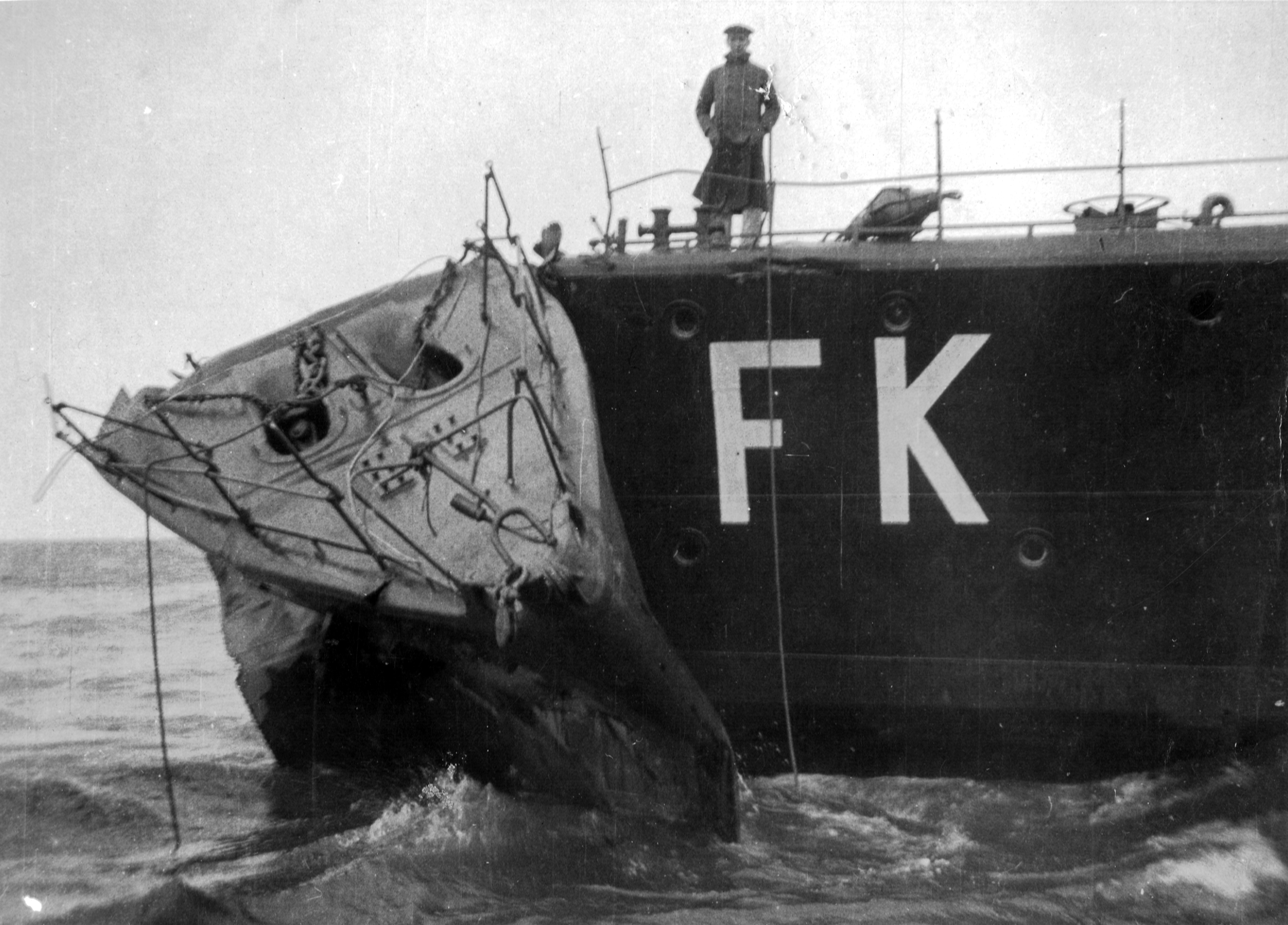
Durch Greif beschädigter Bug der Falke

## Kommandanten
| 1. August 1927 bis 27. September 1928   | OLzS | Hans Hartmann                | 1897–1976   | Konteradmiral                      |
| 27. September 1928 bis 15. Februar 1929 | OLzS | Werner Ehrhardt              | 1898–1967   | Konteradmiral (auch Bundesmarine)  |
| 15. Februar bis 1. Juni 1929            | KL   | Hans-Armin Czech             | 1898–1970   | Generalleutnant der Luftwaffe      |
| 11. Oktober 1929 bis September 1930     | KL   | Fritz Berger                 | 1900–1973   | KzS                                |
| September 1930 bis September 1932       | KL   | Paul Ascher                  | 1899–1948   | KzS                                |
| September 1932 bis September 1934       | KL   | Ernst-Ludwig Thienemann      | 1898–1964   | Flottillenadmiral der Bundesmarine |
| September 1934 bis September 1936       | KL   | Alwin Albrecht               | 1903–1945   | KK                                 |
| September 1936 bis 11. Juni 1938        | KL   | Walter Riede                 | 1903–       | KzS                                |
| 4. April 1939 bis März 1940             | KL   | Günter Hessler               | 1909–1968   | FK                                 |
| März 1940 bis Dezember 1941             | KL   | Jan Heinrich Hansen-Nootbaar | 1911–       | KK                                 |
| Dezember 1941 bis 17. Oktober 1942      | KL   | Heinrich Hoffmann            | 1910–1998   | KzS der Bundesmarine               |
| 17. Oktober 1942 bis März 1943          | KL   | Konrad Loerke                | 1909–1975   | KzS der Bundesmarine               |
| März 1943 bis September 1943            | KL   | Hans-Walter Buch             | * 1912      | KzS der Bundesmarine               |
| September 1943 bis 15. Juni 1944        | KL   | Günter Krüger                | 1916–1944 † | gefallen beim Untergang der Falke  |